# Královéměstecká tabule
Královéměstecká tabule je geomorfologický okrsek na východě a jihovýchodě Mrlinské tabule, ležící v okrese Nymburk ve Středočeském kraji a v okresech Jičín a Hradec Králové v Královéhradeckém kraji.

## Poloha a sídla

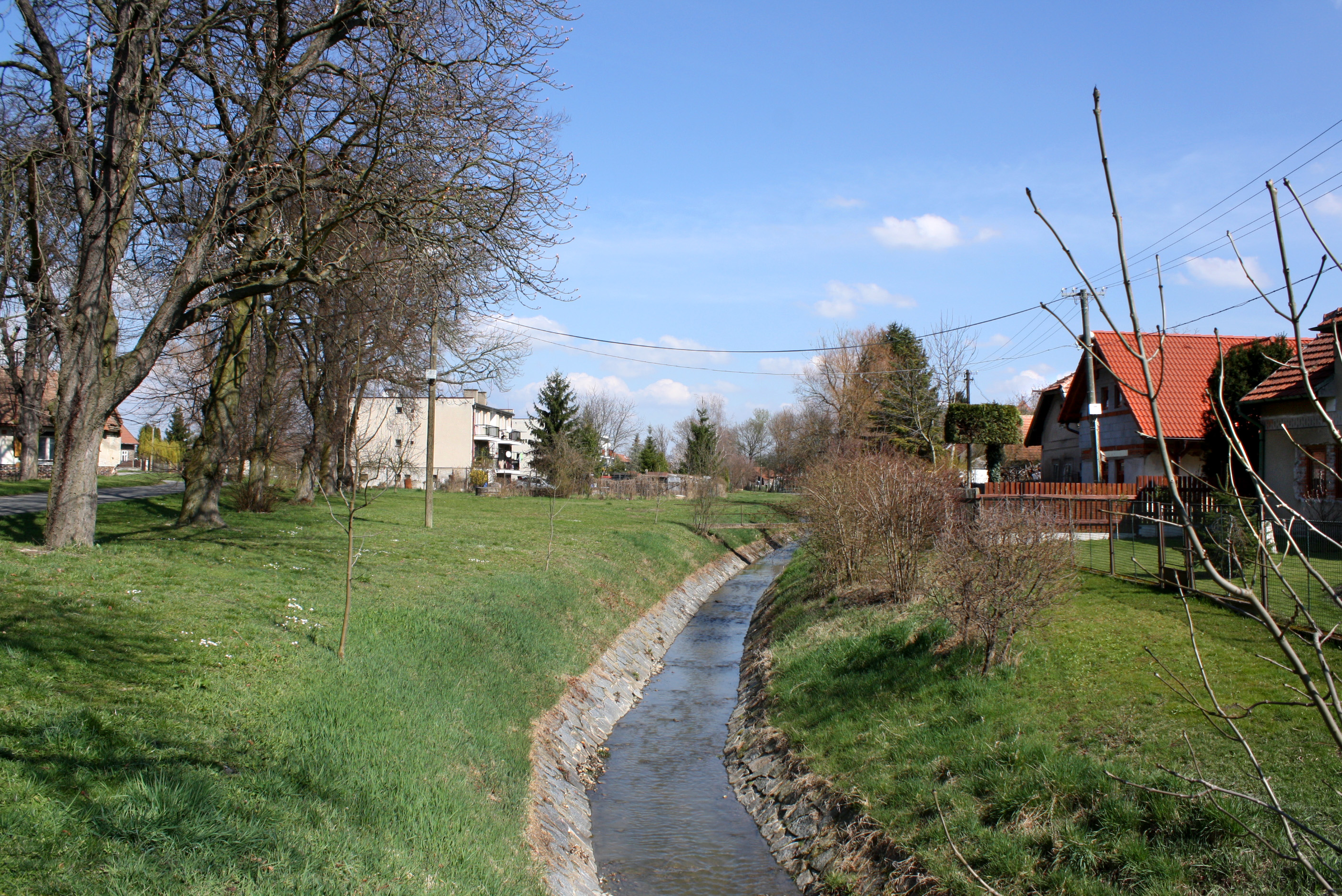
Záhornický potok v Kněžicích

Území okrsku leží zhruba mezi sídly Rožďalovice (na severozápadě), Dymokury (na západě), Opočnice a Hradčany (na jihozápadě), Chlumec nad Cidlinou (na jihovýchodě) a Slavhostice (na severovýchodě). Zcela uvnitř okrsku leží titulní město Městec Králové a větší obce Běrunice, Lovčice, Sloveč a Kněžice.

## Geomorfologické členění
Okrsek Královéměstecká tabule (dle značení Jaromíra Demka VIB–3D–1) náleží do celku Středolabská tabule a podcelku Mrlinská tabule.
Dále se člení na podokrsky Lovčická tabule na jihu a Záhornická tabule na severu.
Tabule sousedí s dalšími okrsky Středolabské tabule (Rožďalovická tabule na severozápadě, Milovická tabule na západě a Ovčárská pahorkatina na jihozápadě) a s celky Východolabská tabule na jihu a východě a Jičínská pahorkatina na severu.

## Významné vrcholy
Nejvyšším vrcholem Královéměstecké tabule je Báň (272 m n. m.).
- Báň (272 m), Lovčická tabule
- Homolka (257 m), Záhornická tabule
- Vinný vrch (252 m), Lovčická tabule
- Kostelíček (241 m), Lovčická tabule